# الجولة الأخيرة (فلم 2004)
الجولة الأخيرة (بالإنجليزية: The Last Run) فيلم درامي وكوميدي أمريكي لعام 2004  من إخراج جوناثان سيغال الذي أشترك مع تود كامي في كتابة السيناريو والحوار. الفيلم من بطولة فريد سافاج وإيمى آدمز وستيفن باسكوال  وتدور الأحداث حول محاسب يكتشف أن صديقته تخونه ويبدأ طريق جديد حيث يدعو لفراشه أكبر عدد ممكن من النساء للتغلب على حزنه بعد أن نصحه صديقه المقرب بذلك.
صدر الفيلم إلى دور العرض الأمريكية في عام 2004.

## طاقم التمثيل
فريد سافاج: في دور ستيفن جودسون
إيمى أدمز: في دور اليكسز
ستيفن باسكوال: في دور جاك مانينج
أندريا بوجارت: في دور كلوى
ايرين بارتليت: في دور أميليا
فيتو روجينيس: في دور كلانسي
راي بيكر: في دور السيد باورز
روبرت رومانوس: في دور رئيس ستيفن
بالاشتراك مع: آبي براميل - أماندا سويستين - ليزا أرتورو - جيليان باخ - اينا بارون - جوديث بينيزرا - فن بونيلا - شارون براثويت - نتاشا بودي.

## أحداث الفيلم
ستيفن جودسون (فريد سافاج) شاب يبلغ من العمر ثمانية وعشرين عامًا يعمل كمحاسب. صديقته كلوي (أندريا بوغارت) هي حلم كل شاب، وهي عارضة أزياء مذهلة، ولمدة ثلاث أعوام كان ستيفن يثق في حبيبته تماماً، ومع ذلك فإن سعادته تحطمت في اللحظة التي اكتشف فيها أن كلوي قد خانته. يلجأ ستيفن للحصول على الدعم من صديقه المقرب جاك مانينغ (ستيفن باسكوالي)، وهو مندوب مبيعات ساخر ومخطوب لابنة رئيسه السيد باورز (راي بيكر) الفتاة (إيمي آدامز). يخبره جاك بصراحة أن الطريقة الوحيدة للتغلب على كلوي هي القيام بجولة من ممارسة الجنس مع أكبر عدد ممكن من النساء. يعتقد ستيفن أن هذا علاج ضار، وبدلاً من ذلك يصمم على استبدال كلوي بنموذج جميل آخر. يريد أن يشعر بقوة ومظهر رائع. يبدأ في استخدام الملابس المناسبة، الساعة المناسبة، السيارة المناسبة (يستأجر سيارة مرسيدس لا يستطيع تحمل كلفتها)، ولكن عندما يفشل هذا النهج فشلاً ذريعاً، ويصبح أكثر يأسًا. يحاول ساقي الحانة كلانسي (فيتو روجينيس) التخفيف عن ستيفن الذي يجد نفسه ينقاد لطريقة جاك العلاجية.
يبدأ ستيفن سعيه وتحدث أشياء غير متوقعة تمامًا، وسرعان ما يتم إنفاق كل لحظة يقظة وكل دولار حصل عليه بشق الأنفس في السعي وراء الغزوات الجنسية، وينفق كل نقوده على المتعريات، ويخرج عن نطاق السيطرة. يبدو أنه لا شيء يمكن أن يوقفه وطرقه المفترسة، حتى يعيد الاتصال باميليا (إيرين بارتليت)، الفتاة التي كانت صديقته في المدرسة الثانوية وكان لديها عاطفة تجاهه. يبدو أن أميليا هي طريقه للخلاص، ولكن في تطور مثير للسخرية، يدرك ستيفن أنه قد ذهب بعيدًا جدًا. هل يمكنه الخروج من هذا الهوس الجسدي المستمر، والاستمرار مع الفتاة التي يجب أن يكون معها، أم أنه مقدر له أن يكون مدمنًا للجنس؟.

## استقبال الفيلم
كتب مارتين شيبرز من مجلة السينما «سينماجازين» الألمانية: «الجزء الثاني من الفيلم بلا هدف. لا يمكنك رؤية أكثر من ستيفن الذي يشارك امرأة تلو الأخرى الفراش. تبدو الدقائق التسعون من الفيلم طويلة جدًا. الجزء الأخير زائد عن الحاجة إلى حد ما، وكمشاهد، فقد انتهيت منه بالفعل في تلك اللحظة. لأن المشاهد اللاحقة التي يحاول فيها صبي يبلغ من العمر تسع سنوات إلقاء محاضرة على ستيفن وجعله على الطريق الصحيح هي أيضًا مثيرة للضحك.» الجولة الأخيرة«هو فيلم بمجرد انتهائه تنسى أنك شاهدته بالفعل. وربما هذا الأفضل».
منح المشاهدين تقييماً للفيلم حسب موقع الطماطم الفاسدة مقداره 32%.

## روابط خارجية
- مقالات تستعمل روابط فنية بلا صلة مع ويكي بيانات

https://www.imdb.com/title/tt0376720/ الجولة الأخيرة (فيلم 2004)
https://letterboxd.com/film/the-last-run/ الجولة الأخيرة (فيلم 2004)
https://www.blu-ray.com/The-Last-Run/852398/ الجولة الأخيرة (فيلم 2004)
https://www.filmaffinity.com/us/film400332.html الجولة الأخيرة (فيلم 2004)
https://www.allmovie.com/movie/the-last-run-v392447 الجولة الأخيرة (فيلم 2004)